# Władysław Kopaliński

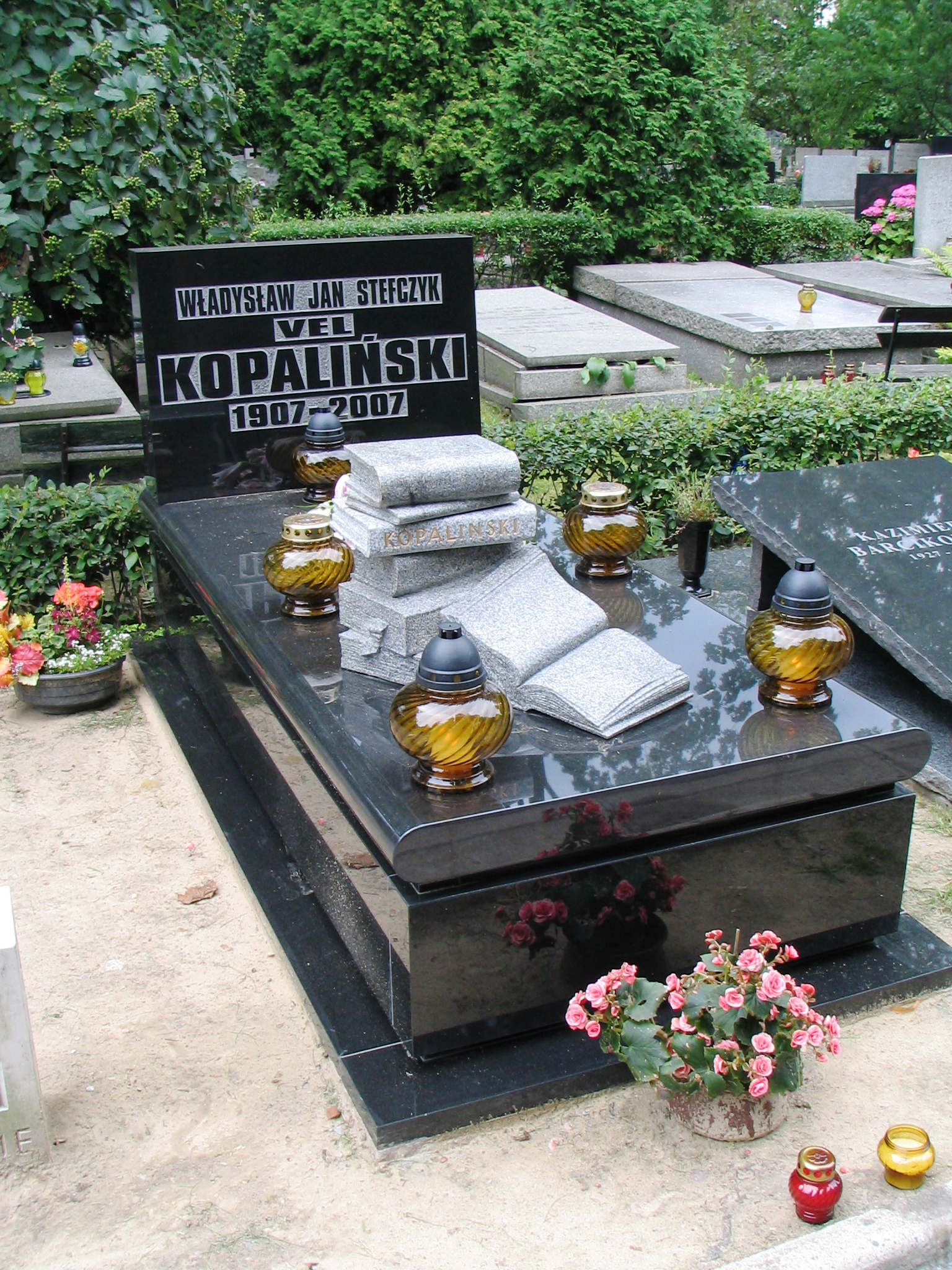
Grób Kopalińskiego na cmentarzu Wojskowym na Powązkach w Warszawie (2008)

Władysław Kopaliński, właśc. Władysław Sterling, w latach 1949–1954 Jan Stefczyk (ur. 14 listopada 1907 w Warszawie, zm. 5 października 2007 tamże) – polski leksykograf, tłumacz, wydawca, w latach 1949–1954 prezes i redaktor naczelny Spółdzielni Wydawniczej „Czytelnik”. Twórca „Słownika wyrazów obcych i zwrotów obcojęzycznych”, potocznie nazywanego słownikiem Kopalińskiego.

## Życiorys
Urodził się w zasymilowanej rodzinie żydowskiej, jako syn właściciela fabryki kopert Samuela Sterlinga (ur. ok. 1857, zm. 1933) i Reginy z domu Wilner (ur. ok. 1868, zm. 1932); był najmłodszy spośród pięciorga rodzeństwa. Uczył się w gimnazjum realno-filozoficznym im. Michała Kreczmara w Warszawie. Studiował anglistykę na Uniwersytecie Warszawskim, ale studiów nie ukończył. W latach 30. pomagał ojcu w prowadzeniu drukarni (będąc jej współwłaścicielem). W 1936 ożenił się z Adelą Bartoszewicz (zm. 22 lutego 2007). Po śmierci ojca został jedynym właścicielem fabryki. W 1938 zakład zatrudniał 15 robotników.
W czasie II wojny światowej przebywał w Warszawie, zdecydował się nie iść do getta. Podczas okupacji stracił nieomal całą rodzinę. Tuż przed wybuchem powstania warszawskiego przedostał się do Lublina. Od końca 1944 do kwietnia 1959 zastępca dyrektora programowego do spraw artystycznych Polskiego Radia w Lublinie, przeniesionego w marcu 1945 do Warszawy. W latach 40. i 50. XX wieku autor audycji radiowych „Odpowiedzi z różnych szuflad”. W latach 1949–1954 redaktor naczelny, a później prezes Spółdzielni Wydawniczej „Czytelnik”, w latach 1954–1974 publicysta „Życia Warszawy” (gdzie publikował cotygodniowy felieton – był m.in. twórcą polskiego słowa „nastolatki”, użytego po raz pierwszy w felietonie pt. „Autentyczny widz” z 2 maja 1959). W latach 1956–1970 był członkiem komitetu redakcyjnego „Pism” Tadeusza Boya-Żeleńskiego. Korespondent PAP w Waszyngtonie (1958–1960). W marcu 2007 ożenił się z Anną Mysłowską, tłumaczką literatury pięknej (m.in. książek Rachel Billington i J.M. Coetzee).
Tłumaczył literaturę anglosaską (m.in. Sinclaira Lewisa), był autorem opracowań dzieł literatury klasycznej i współczesnej. Powszechnie znany jako autor dzieł leksykograficznych i encyklopedycznych.
Członek PPR (1946–1948), PZPR (1948–1981). Należał do Związku Literatów Polskich (1949–1983) i Stowarzyszenia Pisarzy Polskich (1989–2007).
Mieszkał w Warszawie, przy ul. Koszykowej 1. Zmarł po długiej chorobie nowotworowej ponad miesiąc przed swoimi 100 urodzinami. Został pochowany 15 października 2007 w Alei Zasłużonych na cmentarzu Wojskowym na Powązkach w Warszawie (kwatera B31-tuje-16).

## Twórczość
- Baśka. Sztuka w 3 aktach (Komedia w 3 aktach, 8 odsłonach; jako Jan Stefczyk; pierwodruk: „Twórczość” nr 1/1954; wydanie książkowe: Czytelnik 1954).
- Bałagan na Marsie. Niedzielne pogwarki (felietony drukowane w latach 1954–1956 w „Życiu Warszawy”; Czytelnik 1957).
- Warszawska niedziela. Wybór felietonów z lat 1957–1964 (Czytelnik 1965).
- Słownik wyrazów obcych i zwrotów obcojęzycznych (Tablice rysunkowe: Szymon Kobyliński; 1967; do 2007 30 wydań)[5].
- W Warszawie i w Warszawce. Wybór felietonów z lat 1965–1967 (felietony drukowane w „Życiu Warszawy”; 1968).
- Nie nazwane lata (felietony drukowane w latach 1967–1970 w „Życiu Warszawy”; Wydawnictwo Literackie 1972).
- Western w autobusie (felietony; Państwowy Instytut Wydawniczy 1974).
- Księga cytatów z polskiej literatury pięknej od XIV do XX wieku (wespół z Pawłem Hertzem).
- Kot w worku, czyli Z dziejów pojęć i rzeczy (Krajowa Agencja Wydawnicza 1975, 1977).
- Drugi kot w worku, czyli Z dziejów nazw i rzeczy (ilustr. Henryk Tomaszewski; wydane: 1978, 1989).
- Trzeci kot w worku, czyli Rozmaitość świata (wydane: 1982).
- Słownik mitów i tradycji kultury (wydane: 1985, 1987, 1988, 1991, dodruk: 1993; 1996, 1997, 1998, 2001, 2003, 2006).
- Opowieści o rzeczach powszednich (wydane: 1987, 1988, 1990, 1994, 1998, 2004, 2006).
- Słownik symboli (wydane: 1990, 1991 (opr.); 1995, 1997, 1999, 2001, 2006).
- Słownik przypomnień (wydane: 1992, 1993, 1996, 1999, 2006).
- Koty w worku, czyli z dziejów pojęć i rzeczy (wydane: 1975–1982, 1993, 1997, 2004).
- Encyklopedia „drugiej płci” (wydane: 1995, 2001, jako Encyklopedia „drugiej płci”. Wszystko o kobietach 2006).
- Słownik eponimów czyli wyrazów odimiennych (wydane: 1996, 2004, dodruk:2006).
- Podręczny słownik wyrazów obcych (wydane: 1996, 1999, 2002, 2006).
- Słownik wydarzeń, pojęć i legend XX wieku (wydane: 1999, 1999, 2000, dodruk: 2002; dodruk: 2006).
- Leksykon wątków miłosnych (wydane: 2002, 2003, 2004).
- Mój przyjaciel Idzi (wybór felietonów z „Życia Warszawy” i „Polityki”; 2003).
- 125 baśni do opowiadania dzieciom (wydane: 2004).
- Przygody słów i przysłów. Leksykon (wydane: 2007).
- Od słowa do słowa. Leksykon (wydane: 2007).

## Tłumaczenia (wybór)
- J.B.S. Haldane, Mój przyjaciel pan Liki (Wyd. Książka, Łódź 1947).
- M. Fischer, Podróż do nowego świata (Wyd. Książka, Warszawa 1948).
- Sinclair Lewis, Królewska krew (t. I–IV, Wyd. Prasa Wojskowa 1949–1950).
- Czao Szu-li, Piosenki Li Ju-Tsaja (Czytelnik 1950).
- Erwin Bartz, W jarzmie Wehrmachtu (Czytelnik 1951).
- Czao Szu-li, Opowieści spod złotego modrzewia (Czytelnik 1951).

## Opracowania edytorskie
- Antoni Słonimski, Kroniki tygodniowe 1927–1939 (Państwowy Instytut Wydawniczy 1956).
- Edgar Allan Poe, Opowiadania (wybór i przedmowa; Czytelnik 1956, 1986, ISBN 83-07-00836-0 [brosz., t. 1–2], ISBN 83-07-00835-2 [opr., t. 1–2]; 1989, ISBN 83-07-00836-0).
- Herbert George Wells, Opowieści fantastyczne (Czytelnik 1956).
- E.T.A. Hoffmann, Dzieła wybrane (t. I–V; Czytelnik 1957–1962).
- Tadeusz Żeleński, Znasz-li ten kraj? (Wydawnictwo Literackie 1962).
- Mark Twain, Trzydzieści trzy opowieści (Czytelnik 1973).
- Richard Hughes, Orkan na Jamajce (autor wstępu; Książka i Wiedza 1979 [2 wyd.]).

## Ordery i odznaczenia
- Krzyż Komandorski Orderu Odrodzenia Polski (7 lipca 1954)[11]
- Krzyż Oficerski Orderu Odrodzenia Polski (11 sierpnia 1945)[12]
- Medal ZAiKS-u (1993)[13]

## Nagrody
- Nagroda Kulturalna „Solidarności”
- nagroda Warszawskiej Premiery Literackiej – Książka Roku (1985)
- Nagroda „Problemów” za całokształt twórczości w dziedzinie językoznawstwa i kultury (1985)[14]
- Nagroda Nike Warszawska za Słownik mitów i tradycji kultury (1986)
- Nagroda Funduszu Literatury
- nagroda Międzynarodowego Kuratorium Książki Dziecięcej IBBY
- włoska nagroda European Prize „Pier Paolo Vergerio” za Opowieści o rzeczach powszednich (1988)
- Nagroda Edytorska Polskiego PEN Clubu za całokształt twórczości (1991)
- Nagroda Ikara (1996)